# شيم أتان
شيم أتان (بالألمانية: Cem Atan؛ بالتركية: Cem Atan) هو لاعب كرة قدم نمساوي وتركي في مركز الوسط، ولد في 30 يونيو 1985 في فينر نويشتات في النمسا. شارك مع منتخب النمسا لكرة القدم. أما مع النوادي، فقد لعب مع رابيد فيينا وغنتشلربيرليغي وفتحية سبور ولاسك لينتس ونادي سانت بولتن ونادي ماترسبرغ ونادي هارتبيرغ.

## وصلات خارجية
- شيم أتان على موقع اتحاد تركيا (لاعب) (الإنجليزية)
- شيم أتان على موقع قاعدة بيانات كرة القدم.إي يو (الإنجليزية)
- شيم أتان على موقع ناشيونال فوتبول تيمز (الإنجليزية)
- شيم أتان على موقع Soccerway.com (الإنجليزية)
- شيم أتان على موقع عالم كرة القدم.نت (الإنجليزية)